# 金口河区
金口河区（きんこうか-く）は中華人民共和国四川省楽山市に位置する市轄区。

## 行政区画
- 鎮:永和鎮、金河鎮
- 郷:永勝郷
- 民族郷:和平イ族郷、共安イ族郷

## 交通

### 鉄道
- 中国鉄路総公司
  - 中国鉄路成都局集団公司
    - 成昆線（成都方面）- 柏村駅（中国語版） - 金口河駅（中国語版） - 関村壩駅 -（昆明方面）

## 健康・医療・衛生
- 金口河区人民医院